# ماساكي كانيكو
ماساكي كانيكو (باليابانية: 金子正明؛ بالكانا: かねこ まさあき) هو مصارع هاوي ياباني، ولد في 8 يوليو 1940 في أشيكاغا في اليابان.

## وصلات خارجية
- ماساكي كانيكو على موقع قاعدة بيانات المصارعة الدولية (الإنجليزية)
- ماساكي كانيكو على موقع أوليمبيديا (الإنجليزية)